# Lạp bột

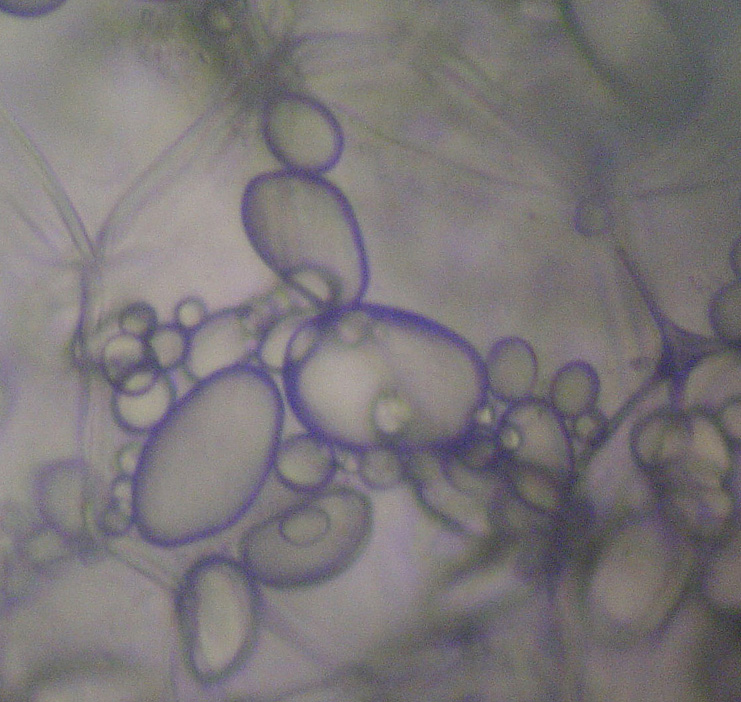
Lạp bột trong tế bào củ khoai tây.

Lạp bột (tiếng Anh: amyloplast) là bào quan không chứa sắc tố tìm thấy trong một số tế bào thực vật. Chúng có vai trò tổng hợp và lưu trữ các hạt tinh bột, thông qua quá trình trùng ngưng glucose. Lạp bột có khả năng chuyển hóa tinh bột trở lại thành đường khi cơ thể thực vật cần thêm năng lượng. Một lượng lớn lạp bột có thể tìm thấy trong quả và trong các mô chìm dưới lòng đất của một số loài cây, chẳng hạn như các tế bào củ khoai tây.
Lạp bột thuộc nhóm bào quan lạp thể, cụ thể là vô sắc lạp. Lạp thể là lớp bào quan chuyên hóa trong tế bào, sở hữu một hệ gen riêng và có khả năng là hậu duệ của vi khuẩn lam nội cộng sinh với tế bào nhân thực.
Sự tổng hợp và lưu trữ tinh bột cũng có thể xảy ra trong lục lạp, một loại lạp thể chứa các sắc tố tham gia quá trình quang hợp. Lạp bột và lục lạp có mối quan hệ chặt chẽ với nhau. Trong một số điều kiện, lạp bột có thể chuyển hóa ngược thành lục lạp; ví dụ như khi tiếp xúc với ánh sáng, củ khoai tây dần dần chuyển sang màu xanh lục.

## Sỏi thăng bằng: cảm nhận trọng lực
Tại miền chóp rễ (phần mô bao lấy đầu rễ), có một tập nhỏ những tế bào thăng bằng đặc biệt, còn gọi là tĩnh bào (statocyte). Bên trong tế bào thăng bằng có mặt một số lạp bột chuyên hóa tham gia cảm nhận trọng lực cho cơ thể thực vật (tính hướng trọng lực—gravitropism). Nhóm lạp bột này được gọi là những sỏi thăng bằng, hay tĩnh thạch (statolith), nặng hơn tế bào chất và lắng xuống đáy dưới tế bào theo hướng trọng lực. Nhưng những sỏi thăng bằng không đọng ngay trên màng sinh chất, mà dừng ở một khoảng cách chừng 0,1-0,2 µm, đè lên khung xương vi sợi actin và mạng lưới nội chất. Người ta cho rằng chính sự lắng gây lực cơ học trên của chúng có thể phát đi những tín hiệu thông báo trọng lực bằng cách kích hoạt những kênh ion cảm ứng cơ học, biến đổi cấu dạng màng tế bào và thúc đẩy trao đổi ion. Tín hiệu trọng lực phát ra dẫn đến sự tái tạo hormone auxin, tuôn trào và tái phân phối vào những dòng chảy auxin tại miền chóp rễ cũng như toàn thể hệ rễ. Những tương tác gây biến động hàm lượng auxin dẫn đến sự phát triển không đồng bộ giữa các mô rễ. Cuối cùng, hệ rễ sẽ phát triển theo hướng dương của trường trọng lực thông qua sự dẫn dắt điều hòa của những yếu tố trên. Ngoài ra, các sỏi thăng bằng cũng được tìm thấy trong lớp nội bì của cuống cụm hoa.